# بخش مرکزی شهرستان پلدشت
بخش مرکزی شهرستان پلدشت یکی از بخش‌های تابعه شهرستان پلدشت در استان آذربایجان غربی است.
براساس سرشماری مرکز آمار ایران در سال ۱۳۹۵، جمعیت این بخش برابر با ۲۸٬۳۷۷ نفر (۷٬۷۴۱ خانوار) بوده‌ است. 

## تقسیمات کشوری
دهستان‌های بخش مرکزی 
- دهستان چایپاسار شرقی
- دهستان زنگبار

شهر: پلدشت